# Douglas-Sumpfblume
Die Douglas-Sumpfblume (Limnanthes douglasii), auch Spiegelei-Blume genannt, ist eine Pflanzenart aus der Gattung der Sumpfblumen (Limnanthes) in der Familie der Limnanthaceae. Ihr Name ehrt den britischen Botaniker David Douglas (1799–1834).

## Merkmale
Die Douglas-Sumpfblume ist eine einjährige Pflanze. Die Pflanze ist kahl. Der Stängel ist 20 bis 40 Zentimeter lang und niederliegend-ausgebreitet. Die wechselständigen, gestielten Laubblätter sind fiederspaltig-geschlitzt und etwas fleischig. Nebenblätter sind nicht vorhanden. 
Die Blüten stehen an 5 bis 10 Zentimeter langen Blütenstielen einzeln in den Blattachseln. Die randförmige, duftende Blüte hat einen Durchmesser von bis zu 3,5 Zentimeter. Die fünf Kronblätter sind weiß mit gelbem Grund, keilförmig und an der Spitze tief ausgerandet. Es gibt zwei Kreise mit je fünf Staubblättern.
Die Blütezeit reicht von Juni bis August.

## Vorkommen
Die Douglas-Sumpfblume kommt in den USA in Kalifornien und Oregon in Annuellenfluren und lichten Wäldern, nicht aber in Sümpfen vor.

## Nutzung
Die Douglas-Sumpfblume wird selten als Zierpflanze für Sommerrabatten genutzt. Sie ist seit spätestens 1833 in Kultur. Die Sorte 'Grandiflora' hat große Blüten, 'Sulphurea' hat rein gelbe Kronblätter, 'Nivea' hat weiße Kronblätter, 'Rosea' hat rosa geaderte Kronblätter.

## Belege
- Eckehardt J. Jäger, Friedrich Ebel, Peter Hanelt, Gerd K. Müller (Hrsg.): Rothmaler Exkursionsflora von Deutschland. Band 5: Krautige Zier- und Nutzpflanzen. Spektrum, Akademischer Verlag, Heidelberg 2008, ISBN 978-3-8274-0918-8.